# Jüdischer Friedhof (Gaulsheim)

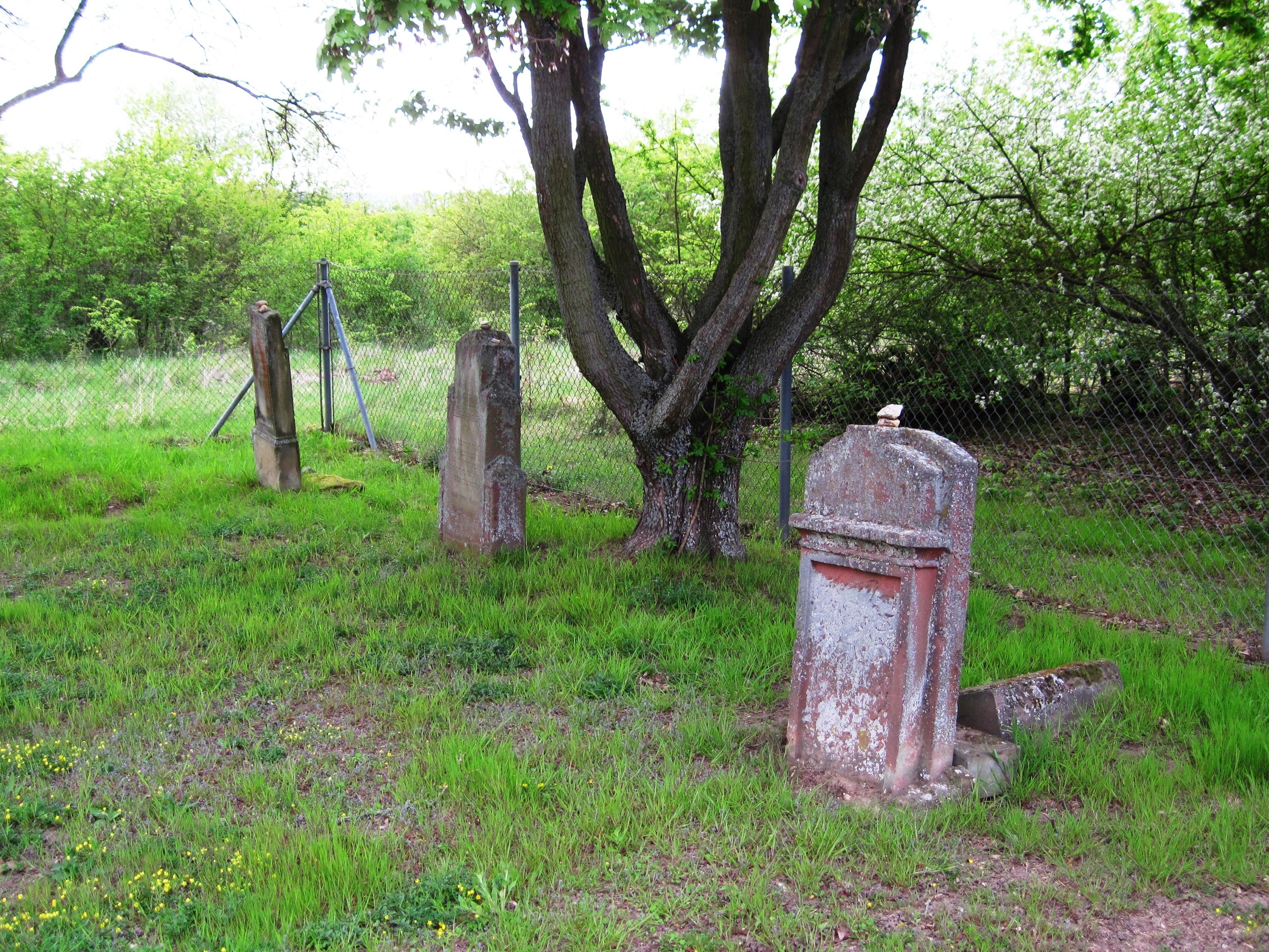
Jüdischer Friedhof in Bingen-Gaulsheim (2017)

Der jüdische Friedhof im Stadtteil Gaulsheim von Bingen am Rhein im Landkreis Mainz-Bingen in Rheinland-Pfalz steht als Kulturdenkmal unter Denkmalschutz.
Der jüdische Friedhof liegt östlich des Ortes In der Riedgewann. Auf dem 541 m² großen Friedhof, auf dem vermutlich noch im 19. Jahrhundert vier bis fünf Beisetzungen vorgenommen wurden, sind keine Gräber mehr zu erkennen. Es sind drei Grabsteine erhalten.